# Ernst Kratzenberg
Ernst Kratzenberg (* 25. Januar 1896 in Neuruppin; † 1984) war ein deutscher Konteradmiral der Kriegsmarine.

## Leben
Ernst Kratzenberg trat im April 1914 in die Kaiserliche Marine ein. Als Seekadett belegte er unterschiedliche Ausbildungskurse und diente dann bis März 1918 auf der Markgraf. Zum 13. Juli 1916 wurde er Leutnant zur See. Zur Ausbildung kam er dann bis Juni 1918 an die U-Bootsschule. Anschließend war er bis Kriegsende Wachoffizier auf U 60.
Am 31. März 1919 wurde er aus der Marine verabschiedet, aber bereits am 11. November des gleichen Jahres wieder reaktiviert. Zwischenzeitlich hatte er der 3. Marinebrigade angehört. In der Reichsmarine wurde er am 29. September 1920 Oberleutnant zur See und am 1. Oktober 1926 Kapitänleutnant. 1931 war er Adjutant bei der Marinestation der Nordsee in Wilhelmshaven. Ab 1. April 1934 Korvettenkapitän, war er 1936 in der Marinewehrabteilung (A V) im Marinekommandoamt des Oberkommandos der Kriegsmarine (OKM).
Von Oktober 1937 bis Januar 1940 war er Referent in MWehr I im OKM. Anschließend war er vom 15. Januar 1940 bis 28. Mai 1941 als Kapitän zur See Kommandant der Köln, mit welcher er in April bis Juni 1940 an dem Unternehmen Weserübung teilnahm. Für drei Jahre war er Abteilungschef in Skl U II im OKM. Am 1. Februar 1943 wurde er zum Konteradmiral befördert und war dann von Februar 1943 bis Mai 1943 Chef der Amtsgruppe U-Bootswesen (Skl U) in der Seekriegsleitung. Anschließend war er bis kurz vor Kriegsende Chef des Stabes beim Kommandierender Admiral der Unterseeboote. Am 1. April 1945 erhielt er das Deutsche Kreuz in Gold. Im April 1945 konnte er das Kommando des II. Admirals der Nordsee nicht mehr antreten und wurde stattdessen Kommandeur des Offizierauffangkommandos Husum, was er bis 2. Dezember 1946 blieb.